# Maklervertrag
Der Maklervertrag (Schweiz: Mäklervertrag) ist ein privatrechtlicher Vertrag, durch den sich der Auftraggeber verpflichtet, dem Makler für die Vermittlung eines Vertrages oder den Nachweis der Gelegenheit zum Abschluss eines Vertrages eine Maklergebühr (Vergütung) zu zahlen.

## Allgemeines
Der Maklervertrag (bis zum 23. Dezember 2020 im BGB veraltet „Mäklervertrag“ genannt) ist einer der wenigen im Zivilrecht behandelten Vertragstypen, dort allerdings nur lückenhaft und rudimentär geregelt. Aufgrund der nur rudimentären Kodifikation ist das Maklerrecht eine Domäne des Richterrechts.

## Rechtsfragen
Vertragsparteien des Maklervertrags sind ein Makler und dessen Auftraggeber. Die Rechtsgrundlage des Maklervertrags findet sich in § 652 BGB, wonach der Auftraggeber den Maklerlohn nur zahlen muss, wenn der Vertrag infolge des Nachweises oder infolge der Vermittlung des Mäklers zustande kommt. Weitere drei Bestimmungen befassen sich ausschließlich mit dem Maklerlohn, während die Pflichten des Maklers nicht geregelt sind. Der Makler ist zum Tätigwerden nicht verpflichtet, schuldet also weder den Nachweis noch die Vermittlung eines Vertragsabschlusses, nicht einmal die Bemühung darum. Der Lohnanspruch setzt jedoch den Nachweis der Gelegenheit zum Abschluss eines Vertrags oder dessen Vermittlung voraus, außerdem einen Kausalzusammenhang zwischen der Maklertätigkeit und dem Abschluss des Vertrags. Der Vertragsabschluss muss „sich als Verwirklichung einer Gelegenheit darstell[en], die bei wertender Betrachtung unter Berücksichtigung der Verkehrsauffassung als identisch mit der vom Makler nachgewiesenen Gelegenheit zum Vertragsschluss anzusehen ist.“
Der Maklervertrag ist nach herrschender Meinung kein gegenseitiger Vertrag, weil keine zueinander im Synallagma stehenden Hauptpflichten bestehen. Da dieses gesetzliche Leitbild den Interessen der Beteiligten meist nicht entspricht, wird es häufig abbedungen.
Nach den vier allgemeinen Paragrafen (§§ 652 bis 655 BGB) folgen die Vorschriften über den Darlehensvermittlungsvertrag zwischen einem Unternehmer und einem Verbraucher, bei dem besondere Schutzvorschriften zugunsten des Verbrauchers bestehen (§§ 655a bis 655e BGB) sowie über die Rechtsverhältnisse bei der Ehevermittlung (§ 656 BGB).
Der Maklervertrag bedarf allgemein keiner besonderen Form. Er kann deshalb schriftlich, mündlich oder durch schlüssiges Verhalten (konkludentes Handeln) zustande kommen, jedoch gilt abweichend von den allgemeinen Regeln hinsichtlich des Vertragsschlusses eine besondere Unklarheitenregel, wonach es Sache des Maklers ist, etwaige Unklarheiten auf Seiten des Interessenten aus dem Wege zu schaffen, was im Regelfall nur durch ein ausdrückliches Provisionsverlangen hinreichend deutlich geschehen kann. Abweichend von der allgemeinen Regel bedarf der Vertrag über die Vermittlung oder den Nachweis der Gelegenheit zum Abschluss von Mietverträgen über Wohnräume gemäß § 2 Abs. 1 S. 2 WoVermRG der Textform, beim Darlehensvermittlungsvertrag mit einem Verbraucher ist gemäß § 655b Abs. 1 S. 1 BGB Schriftform erforderlich. Bei der Vermittlung von Grundstücksgeschäften kommt je nach Ausgestaltung des Maklervertrages und daraus entsprechend folgender Beeinträchtigung der Willensentschließungsfreiheit des Auftraggebers die analoge Anwendung der Formvorschrift aus § 311b BGB bereits auf den Maklervertrag in Betracht.
Ist kein Maklerlohn vereinbart, greift die Fiktion des § 653 BGB ein. Danach gilt ein Maklerlohn als stillschweigend vereinbart, wenn die dem Makler übertragene Leistung den Umständen nach nur gegen eine Vergütung zu erwarten war. Ist die Höhe der Vergütung von den Vertragsparteien nicht bestimmt, so ist bei dem Bestehen einer Taxe der taxmäßige Lohn, in Ermangelung einer Taxe der übliche Lohn als vereinbart anzusehen. Diese Regel wird in der Praxis durch die Unklarheitsregel der Rechtsprechung eingeschränkt.
Häufig arbeitet der Makler für beide Vertragsparteien, was § 654 BGB zulässt, sofern es nicht dem Inhalt des Maklervertrages zuwiderläuft. Andernfalls ist der Lohnanspruch „verwirkt“. Diese Verwirkungsvorschrift haben Rechtsprechung und Literatur über ihren ursprünglichen Anwendungsbereich weit ausgedehnt und lassen auch bei zahlreichen anderen Fällen des treuwidrigen Maklerverhaltens den Anspruch erlöschen. Eine solche Strafvorschrift ist im System des BGB eine Besonderheit.
Auf Handelsmakler, die insbesondere Waren und Wertpapiere vermitteln, finden die §§ 93 bis 104 des Handelsgesetzbuches (HGB) Anwendung, auf Vermittler im Kleinverkehr („Krämermakler“) nur in abgeschwächter Form (§ 104 HGB).
Makler, die Grundstücke, grundstücksgleiche Rechte, Geschäftsräume, Wohnräume, Darlehen und bestimmte Anteile vermitteln oder nachweisen, bedürfen einer besonderen Erlaubnis nach § 34c GewO. Eine besondere Berufsqualifikation oder -ausbildung ist nicht Voraussetzung; gefordert werden nur fehlende Vorstrafen und geordnete Vermögensverhältnisse. Daneben regelt die Makler- und Bauträgerverordnung bestimmte Aspekte der Berufsausübung der Makler.

### Darlehensvermittlungsvertrag
Darlehensvermittlungsverträge zwischen einem Unternehmen und einem Verbraucher sind in den §§ 655a bis 655e BGB geregelt. Geregelt ist hier unter anderem:
- der Vertrag bedarf der Schriftform,
- das Entgelt ist erst nach Auszahlung des Kredites (und Ablauf der Widerrufsfrist) fällig,
- vorvertragliche Informationspflichten gemäß Art. 247 § 13 EGBGB sind einzuhalten.

### Immobilienmaklervertrag (Kauf)
Es wird zwischen drei Arten von Maklerverträgen unterschieden:
- einfacher Maklerauftrag,
- Alleinauftrag,
- qualifizierter Alleinauftrag.

Beim einfachen Maklerauftrag besteht gemäß der gesetzlichen Regelung keine Verpflichtung des Maklers zum Tätigwerden. Der Provisionsanspruch des Maklers entsteht jedoch nur im Erfolgsfall. Den erforderlichen Beweis können Makler im Streitfall mit einem schriftlichen Immobiliennachweis führen.
Beim Alleinauftrag verzichtet der Auftraggeber des Maklers darauf, einen weiteren Makler zu beauftragen. Im Gegenzug verpflichtet sich der Makler zum Tätigwerden. Der Eigentümer hat zwar noch das Recht selber tätig zu werden und sein Objekt zu veräußern ohne dass ein Provisionsanspruch des Maklers entsteht. Veräußert der Auftraggeber sein Objekt jedoch über einen anderen Makler, so muss er die mit dem Makler vereinbarte Provision zahlen. Der Alleinauftrag wird über eine feste Laufzeit vereinbart.
Ein qualifizierter Alleinauftrag ist eine individuelle Vereinbarung (also nicht in Allgemeinen Geschäftsbedingungen). Hierin kann vereinbart werden, dass der Auftraggeber nicht berechtigt sein soll, das Objekt ohne Einschaltung des Maklers an eigene Interessenten zu verkaufen (Historischer Hinweis: Bis zum 31. Dezember 1998 war zumindest für den qualifizierten Alleinauftrag die Schriftform vorgeschrieben).
In der Praxis kommt der Vertrag oft dadurch zustande, dass der Makler ein Exposé oder einen Objektnachweis zur Verfügung stellt und darin seine Provision angegeben ist. Der Interessent nimmt den Maklervertrag an, indem er einen Objektnachweis unterzeichnet, oder durch konkludentes Verhalten, wenn er sich das Objekt nachweisen lässt. Damit der Vertrag wirksam und ordnungsgemäß ist, muss der Immobilienmakler zudem bestimmte Informationspflichten wahrnehmen. So muss der Makler explizit über die Maklergebühren aufklären und darüber, wer diese zu entrichten hat, über die Widerrufsbelehrung sowie über die Inhalte des Maklerauftrags und über seine Identität als Unternehmer.
Der Maklervertrag läuft oft für einen bestimmten Zeitraum, der im Vertrag vereinbart sein kann. Danach kann der Kunde eine Kündigung mit einer Frist von häufig einem Monat jederzeit aussprechen. Für vorher durch den Immobilienmakler geworbene Käufer oder Mieter bleibt auch nach der Kündigung ein Provisionsanspruch bestehen, wenn dann ein Kauf oder eine Vermietung zustande kommt. Die Frist des Provisionsanspruchs kann im Maklervertrag geregelt werden. Darüber hinaus kann eine sogenannte „Bindung“ nach Ablauf des Maklervertrags bestehen. Dies ist der Fall, wenn ein vom Makler vermittelter Kaufinteressent erst nach Ende des Maklervertrags einen Kaufvertrag mit dem Verkäufer abschließt. Diese Bindung beträgt normalerweise 6 Monate und erlischt in der Regel nach 12 Monaten.

### Immobilienmaklervertrag (Mietwohnungen)
Neben den Regelungen des BGB ist bei Verträgen zur Vermittlung von Mietwohnungen (und Häusern) das Wohnungsvermittlungsgesetz zu beachten.
Wesentliche Regelungen sind:
- der Vertrag bedarf der Textform,
- es entsteht kein Provisionsanspruch gegenüber dem Wohnungssuchenden (Mieter), wenn der Makler gleichzeitig Eigentümer, Verwalter, Mieter oder Vermieter ist oder (wenn der Vermieter eine juristische Person ist) rechtlich oder wirtschaftlich beteiligt ist (§ 2 Nr. 2 und 3 WoVermRG),
- die Maklerprovision für den Wohnungssuchenden (Mieter) ist auf zwei Monatsmieten (zzgl. Umsatzsteuer) begrenzt (§ 3 Abs. 2 WoVermRG).

### Maklervertrag im Versicherungswesen
Der Maklervertrag regelt ausschließlich das Innenverhältnis zwischen dem Versicherungsnehmer und dem Versicherungsmakler. Deshalb sind die Maklerverträge nicht vom Versicherer anzunehmen. Das Außenverhältnis zwischen Versicherungsnehmer, Versicherer und Versicherungsmakler kann durch eine Vollmacht geregelt werden.

#### Kündigung
Der Maklervertrag ist auf Grund des besonderen Vertrauensverhältnisses, das von dem Versicherungsnehmer dem Versicherungsmakler entgegengebracht wird, jederzeit ohne Angabe von Gründen gemäß § 627 BGB kündbar.

#### Punktekatalog
Um Missstände im Bereich der Versicherungsvermittlung zu vermeiden, haben der Gesamtverband der Deutschen Versicherungswirtschaft (GDV) und der Verband Deutscher Versicherungsmakler (VDVM) – heute Bundesverband Deutscher Versicherungsmakler (BDVM) 1980 einen „Punktekatalog zur Vermeidung einer missbräuchlichen Ausgestaltung von Maklerverträgen“ ausgehandelt, der 1981 in Kraft getreten ist. Die Bestimmungen des Punktekatalogs sind so ausgelegt, dass sie der Rechtsaufsicht der Bundesanstalt für Finanzdienstleistungsaufsicht (BaFin) entgegenkommen. Der Punktekatalog soll die Interessen der Versicherungsnehmer berücksichtigen (Verbraucherschutz) und einen fairen Wettbewerb unter Maklern gewährleisten.
Obgleich der Punktekatalog gemäß § 102 des Gesetzes gegen Wettbewerbsbeschränkungen (GWB) bei den Aufsichtsbehörden (BaFin und Bundeskartellamt) angemeldet wurde, ist er nicht verbindliches Recht.

#### Inhalt
- Der Vertrag ist als Maklervertrag zu bezeichnen.
- Der Makler muss im Vertrag die vollständige Firma mit Zusatzbezeichnung Versicherungs- oder Assekuranzmakler angeben.
- Der Zweck der Versicherungsvermittlung muss deutlich herausgestellt werden. Eine Verpflichtung allein auf die Verwaltung und Betreuung von Versicherungsverträgen ist nicht zulässig.
- Die Abwicklung der Schadensregulierung darf nur für die Versicherungsverträge erfolgen, die der Makler selbst vermittelt oder durch Übertragung in seinen Bestand überführt hat.
- Der Makler sollte von seinen Kunden keine Ausschließlichkeitsvermittlung verlangen.
- Der Makler darf seine Tätigkeit nicht kostenlos ausführen. Er erhält eine Vergütung i. d. R. von dem Versicherer, an den er seinen Kunden, den potentiellen Versicherungsnehmer, erfolgreich vermittelt hat. Dies unterscheidet ihn vom Versicherungsberater, welcher seine Vergütung nicht von einem Versicherer erhalten darf (vgl. § 34e Absatz 3 Satz 1 GewO) und weiterhin von Versicherern nicht wirtschaftlich abhängig sein darf (vgl. § 59 Absatz 4 VVG).
- Werden Maklervollmachten zum Abschluss neuer oder zur Kündigung bestehender Versicherungsverträge vereinbart, so sind diese ausdrücklich als solche zu bezeichnen.

### Studienplatzvermittlung
Wer sich für ein Medizinstudium im Ausland entscheidet und dabei die Dienste einer Vermittlungsagentur in Anspruch nimmt, muss das vereinbarte Erfolgshonorar nur dann zahlen, wenn tatsächlich ein Studienvertrag zustande kommt. Dabei handelt es sich um einen Maklervertrag mit dienstvertraglichen Elementen.

## International
Österreich
In Österreich ist der Maklervertrag im MaklerG geregelt. Gegenstand eines Maklervertrags ist es, dass der Makler einem Auftraggeber Geschäfte mit einem Dritten zu vermittelt. Wie in Deutschland ist keine Schriftform vorgeschrieben. Aus Beweisgründen werden Maklerverträge jedoch oft schriftlich vereinbart. Ist keine bestimmte Vertragsdauer vorgesehen, so kann der Maklervertrag von jedem Vertragspartner jederzeit ohne Einhaltung einer Frist gekündigt werden (§ 13 MaklerG). In § 5 MaklerG ist ein Verbot der Doppeltätigkeit für Käufer und Verkäufer (ohne ausdrückliche Einwilligung des Auftraggebers) vorgesehen. Im Gegensatz zum deutschen Recht schuldet der Auftraggeber bei der Einschaltung mehrerer Makler nur einmal den Lohn. Provisionsberechtigt ist der Makler, „dessen Verdienstlichkeit an der Vermittlung eindeutig überwogen hat“ (§ 6 MaklerG). Im Vertrag kann ein Alleinvermittlungsauftrag (§ 14 MaklerG) vereinbart werden.
Unterformen des Maklervertrags
- Immobilienmaklervertrag (§§ 16–18 Maklergesetz)
- Handelsmaklervertrag (§§ 19–25 Maklergesetz)
- Krämermaklervertrag (§ 25 Maklergesetz)
- Versicherungsmaklervertrag (§§ 26–32 Maklergesetz)
- Personalkreditvermittlungsvertrag (§§ 33–40 Maklergesetz)

Schweiz
In der Schweiz erhält nach Art. 412 Abs. 1 OR der Mäkler durch den „Mäklervertrag“ den Auftrag, gegen eine Vergütung, Gelegenheit zum Abschluss eines Vertrages nachzuweisen oder den Abschluss eines Vertrages zu vermitteln. In Art. 412 Abs. 2 OR wird für den Mäklervertrag ausdrücklich auf das hierfür geltende Auftragsrecht verwiesen. Der Mäklerlohn ist verdient, sobald der Vertrag infolge des Nachweises oder infolge der Vermittlung des Mäklers zustande gekommen ist (Art. 413 Abs. 1 OR).
Detailregelungen über die Mäklerverträge von „Börsenmäklern“, „Sensalen“ und „Stellenvermittlern“ treffen die Kantone.